# Allmän vattenspringare
Allmän vattenspringare (Mesovelia furcata) är en insektsart som beskrevs av Étienne Mulsant och Claudius Rey 1852. Allmän vattenspringare ingår i släktet Mesovelia och familjen vattenspringare. Arten är reproducerande i Sverige. Inga underarter finns listade i Catalogue of Life.